# Dorfkirche Küdow

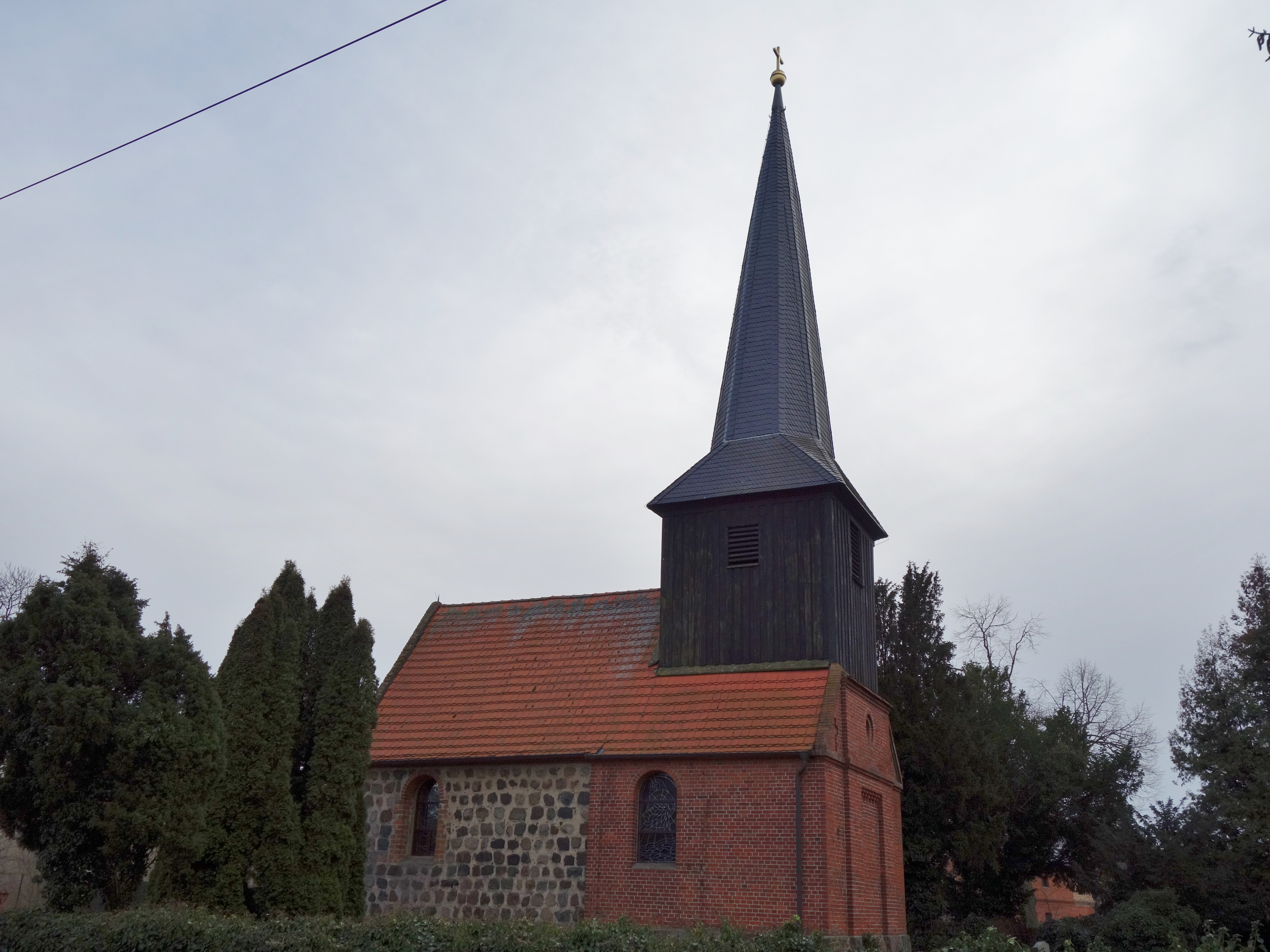
Nordwestansicht

Die Dorfkirche Küdow ist ein Kirchengebäude im Ortsteil Küdow-Lüchfeld der Gemeinde Temnitztal  im Landkreis Ostprignitz-Ruppin des deutschen Bundeslandes Brandenburg. Die Kirchengemeinde gehört zur Gesamtkirchengemeinde Temnitz im Kirchenkreis Wittstock-Ruppin der Evangelischen Kirche Berlin-Brandenburg-schlesische Oberlausitz.

## Architektur
Die am Ende des 13. Jahrhunderts in gotischem Stil erbaute Saalkirche war ursprünglich ein kleiner rechteckiger, flachgedeckter Feldsteinbau. Um 1900 wurde der Westteil in Backstein erneuert und darauf ein verbretterter Dachturm mit hohem Spitzhelm errichtet. Bei dem Umbau wurden die Fenster teilweise verändert. Ursprünglich sind noch das dreigeteilte Fenster im Ostgiebel und das Südportal mit fein profilierten Birnstäben und tiefer Kehle im Gewände.

## Innengestaltung
Im Inneren befindet sich ein hölzerner Kanzelaltar von 1765, dessen Korb mit Akanthusschnitzwerk verziert ist. Der Taufstein ist aus Terrakotta und zeigt Neurenaissanceformen aus der Mitte des 19. Jahrhunderts. Zudem sind die gusseisernen Stützen des Turmes zu sehen.